# Nicolas Goblet
Nicolas Goblet né le 18 mars 1853 à Arlon et mort le 23 février 1937 à Liège, est un avocat et un homme politique belge, membre du Parti catholique.

## Biographie
Nicolas Antoine Joseph Goblet, né le 18 mars 1853 à Arlon, a fait des études universitaires et a obtenu le diplôme de docteur en droit.
Il devient par la suite avocat à partir de 1873 au barreau de Liège et bâtonnier de l'ordre des avocats.
Au niveau politique, il est élu conseiller communal de Liège (1895-1930), conseiller provincial de la province de Liège (1888-1894; 1898-1904) et député de l'arrondissement de Liège à la Chambre des représentants (1912-1919).
À la suite de sa mort le 23 février 1937 à Liège, ses funérailles sont célébrées à l'église Saint-Christophe de Liège.

## Distinctions
Les distinctions suivantes lui ont été décernées :
- Grand officier de l'ordre de Léopold (Belgique) ;
- Grand officier de l'ordre de la Couronne en juillet 1924 (Belgique)[1];
- Chevalier de la Légion d'honneur (France)

## Ouvrages
- De la recherche de la paternité, Bruxelles, 1879.
- Un tissu d'infamies. Notes sur le procès de Mons et les discussions parlementaires auxquelles il a donne lieu, Liège, 1889.

## Sources
1. ↑  « Moniteur du 12 juillet », La Nation Belge,‎ 12 juillet 1924, p. 2 (lire en ligne )

- notice Bio sur ODIS